# Finn Haunstoft
Finn Haunstoft (født 8. juli 1928 i Aarhus, død 12. maj 2008 ved Kielstrup Sø) var en dansk kanoroer, der deltog i OL 1952 i Helsinki.

## Kanokarriere
Haunstoft roede toerkano sammen med Bent Peder Rasch for Skovhuskoloniens Kanoklub i Gladsaxe, men de havde kun dyrket sporten et års tid, inden de blev udtaget til OL 1952 i 1.000 m, hvor Rasch kun var 18 år gammel. I udtagelsesstævnet besejrede de forhåndsfavoritterne Aksel Duun og John Rasmussen.Deres forberedelser var ikke optimale, da Haunstoft på grund af sit arbejde ikke havde kunnet træne før juni samme år, så de danske forventninger var ikke store. Overraskende vandt de deres indledende heat, hvor de i olympisk rekordtid blandt andet besejrede de forsvarende olympiske mestre, tjekkoslovakkerne Jan Brzák-Felix og Bohumil Kudrna. I finalen lagde et fransk par sig i spidsen, men de begik flere fejl, hvor de blandt andet gled ind i danskernes bane, og de endte helt uden for medaljerne. I stedet var det Rasch og Haunstoft, der vandt i sikker stil, mens Brzák-Felix og Kudrna fik sølv og tyskerne Egon Drews og Wilfried Soltau bronze.
Haunstoft deltog også i OL 1956 i Melbourne, hvor han roede toerkano, nu sammen med Aksel Duun. De deltog på 10.000 m distancen, hvor ti kanoer stillede op. Danskerne blev her nummer seks.
Haunstoft vandt tillige fire nordiske og ni danske mesterskaber.

## Anden karriere
Haunstoft var sømand og var som matros på langfart i tiden inden OL 1952. I 1965 købte han sammen med sin familie et landsted ved Kielstrup Sø ved Mariager Fjord. Her døde han i en faldulykke i 2008.

## OL-medaljer
- 1952 Helsinki -  Guld i kano, C-2 1.000 meter, mænd

## Eksterne referencer
1. ↑  Bistrup, Peter (17. august 2003), "Otte historier fra den olympiske rodekasse" (PDF), Idrætshistorisk Årbog (19. udgave), doi:10.7146/ffi.v19i1.31719, hentet 17. februar 2025
2. 1 2  Hansen, Gunnar Nu, red. (1952), Olympiadebogen - 1952, Samlerens Forlag, s. 61-62
3. ↑  Canadian Doubles, 1,000 metres, Men, olympedia.org, hentet 17. februar 2025
4. ↑  Finn Haunstoft, olympedia.org, hentet 17. februar 2025
5. 1 2  Finn Haunstoft på gravsted.dk
6. ↑  "OL-guldvinder død efter fald i hjemmet", Nordjyske, arkiveret fra originalen 5. februar 2016, hentet 17. marts 2014